# Aedes leucarthrius
Aedes leucarthrius är en tvåvingeart som först beskrevs av Speiser 1909.  Aedes leucarthrius ingår i släktet Aedes och familjen stickmyggor. Inga underarter finns listade i Catalogue of Life.